# Svällkropp

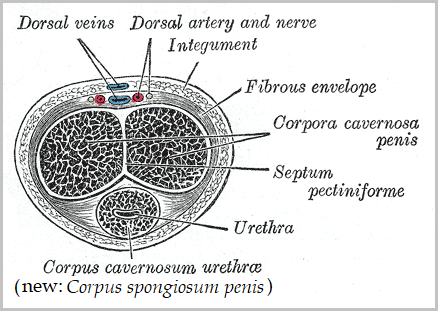
Tvärsnitt visande de två corpora cavernosa ovansidan av penis, och corpus spongiosum som omger urinröret på undersidan av penis

En svällkropp (corpus cavernosum) är en typ av vävnad som finns i könsorganen och som möjliggör erektion. Organet har en svampig konstruktion, med en mängd små hålrum. Svällkroppen kan därför svälla, förstoras och, beroende på typ av svällkroppsvävnad, styvna när vävnaden blodfylls på grund av sexuell upphetsning. 

## Svällkroppar hos mannen
I mannens penis finns två typer av svällkroppar: två stycken corpora cavernosa penis (sing. corpus cavernosum) och en corpus spongiosum urethrae. De båda corpora cavernosa omges av en mycket stram bindvävskapsel, tunica albuginea, och fylls under erektion upp till ett mycket högt tryck. Corpus spongiousum, som omger urinröret, omges av en mjukare kapsel och får aldrig lika högt tryck, eftersom detta skulle omöjliggöra ejakulation.

## Svällkroppar hos kvinnan
Kvinnans klitoris består också av svällkroppsvävnad, corpora cavernosa clitoridis. Vävnaden kan styvna precis som mannens corpora cavernosa vilket innebär att klitoris erigeras vid sexuell upphetsning. En motsvarighet till corpus spongiosum finns i de yttre blygdläpparna, i bulbus vestibuli och kring den yttre delen av slidöppningen, "den vaginala cuffen". Den vaginala cuffen fortsätter upp längs främre slidväggen och omsluter urinröret. 

## Erektionsmekanismen
Corpus cavernosum är fylld av endotelbeklädda hålrum, som genomkorsas av stråk av glatt muskulatur och bindväv. De glatta musklerna är normalt kontraherade som en funktion av det sympatiska nervsystemet. Vid sexuell stimulering går det parasympatiska nervsystemet igång, vilket leder till en frisättning av kväveoxid i hålrummen. Detta leder till en frisättning av cGMP i de glatta muskelcellerna, vilka slappnar av. Det inrusande blodet kommer så småningom att med sitt eget tryck, och med hjälp av andra muskler, snörpa av avflödet från svällkroppen. Musklerna i penis pressar samman varje svällkroppskammare så att blodflödet på så sätt stoppas. Detta sker ända till sädesuttömningen. På så sätt upprätthålls erektionen tills den parasympatiska stimulationen upphör.
Corpus spongiosum har även den hålrum, men här rör det sig i stället om sammanväxta venväggar. I övrigt är mekanismen likartad.

## Potensförhöjande läkemedel
På senare år har läkemedel som sildenafil (Viagra) och andra fosfodiesterashämmare blivit populära mediciner för erektionsproblem hos män. Fosfodiesterashämmare blockerar nedbrytningen av cGMP (se ovan) vilket förstärker och stabiliserar erektionen.